# 長藪城
長藪城（ながやぶじょう）は、和歌山県橋本市城山台にあった日本の城。城山台住宅地北側の「城山」に位置する。

## 概要
長藪城は、標高350m、比高170mの尾根上にあり、東西約600mに及ぶ。3つの地点から成っており、それぞれ東の城、西の城、出城と呼ばれている。
『紀伊続風土記』によると、楠木正成に従い功を立てた牲川頼俊の子・義春が、文明年中（1469–1487年）に紀伊国伊都郡に入り、長藪城を築いたという。義春は紀伊守護・畠山政長に仕え、谷内郷（橋本川流域地区）13か村、一万石を支配し、義春の子・義信は谷内郷と河内国の2か村を合わせ、15か村を領した。
永禄元年（1558年）、義信の子・義則は三好長慶家臣・松永久秀に攻められて城を明け渡すが、永禄3年（1560年）、義則の子・義次が松永氏から城を奪還した。
畠山氏の没落後は織田信長に従ったが、天正15年（1587年）、義次の子・義清は豊臣秀吉に逆らって討死し、長藪城は落城したとされる。また、秀吉でなく織田信長により攻め落とされたとも伝えられる。
また、確実な文献としては「祐維記抄」の大永4年（1524年）11月条に、畠山義堯方を攻める畠山稙長（政長の孫）が「長藪城衆」を引き連れたとの記述がある。永正10年（1513年）8月には、稙長の父・尚順が長藪城近くにある小峰寺の砦に籠る畠山義英（義堯の父）との戦いのため軍事行動を起こしており（「三箇家文書」）、この時尚順方は長藪城を利用していたとみられる。
これらのことから、長藪城は地元の武士・牲川（贄川）氏の城を基に、紀伊守護・畠山氏が一城別郭式の大規模な城郭へと改修したものと推測される。